# Николаевцемент
Публичное акционерное общество «Николаевцемент» (укр. Публічне акціонерне товариство «Миколаївцемент»), ранее Николаевский цементно-горный комбинат (укр. Миколаївський цементно-гірничий комбінат) — промышленное предприятие в городе Николаев Львовской области.
Входит в состав Ассоциации производителей цемента Украины.

## История

### 1940—1991

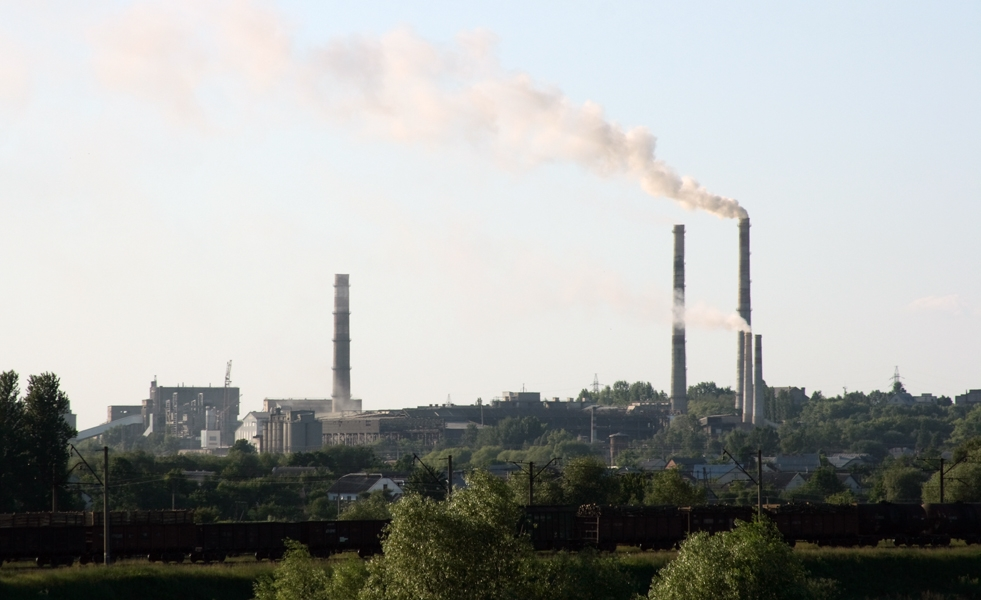
Николаевский цементно-горный комбинат (2008 год)

Строительство цементного завода началось весной 1940 года в соответствии с третьим пятилетним планом развития народного хозяйства СССР, но после начала Великой Отечественной войны было остановлено. После войны в соответствии с четвёртым пятилетним планом восстановления и развития народного хозяйства СССР строительство было продолжено, в 1950 году была введена в эксплуатацию первая очередь предприятия (технологическая линия производственной мощностью 150 тыс. тонн цемента в год), в 1951 году - вторая очередь предприятия (после чего производственные мощности увеличились до 450 тыс. тонн цемента в год).
После награждения орденом Ленина, предприятие получило новое наименование: Николаевский ордена Ленина цементно-горный комбинат.
После запуска в 1983 - 1985 гг. седьмой и восьмой технологических линий производственные мощности комбината увеличились до 3,1 млн. тонн цемента в год. В 1980е годы комбинат являлся одним из крупнейших предприятий цементной промышленности Украинской ССР и входил в число ведущих предприятий цементной промышленности СССР.
В июле 1987 года Совет министров СССР утвердил решение о реконструкции комбината, в соответствии с которым были построены эстакада для разгрузки сыпучих грузов, а также локомотивное и вагонное депо.
21 октября 1987 года Совет министров УССР принял постановление о продолжении реконструкции предприятия, которая предусматривала расширение производственных мощностей (на 150 тыс. клинкера и 1700 тыс. тонн цементного сырья в 1988 - 1990 годы) и осуществление комплекса природоохранных мероприятий, что должно было увеличить производство цемента на 1150 тыс. тонн в год, однако программа реконструкции была реализована не полностью.
11 октября 1989 года комбинат вошёл в состав концерна по производству цемента.

### После 1991
После провозглашения независимости Украины комбинат стал одним из крупнейших цементных предприятий Украины.
31 мая 1993 года Кабинет министров Украины разрешил приватизацию комбината и в 1995 году государственное предприятие было преобразовано в открытое акционерное общество.
В 1999 году собственником комбината стала французская компания "Lafarge".
В 2003 году комбинат произвёл 829 тыс. тонн цемента, в 2004 году - 930 тыс. тонн, в 2005 году - 1030 тыс. тонн цемента.
Весной 2006 года на предприятии освоили производство нового типа цемента "ПЦ II-3", в котором гранулированный шлак был заменён на золу Бурштынской ТЭС.
В связи с повышением цен на энергоносители, в 2007 году владельцы предприятия приняли решение о переводе производственных процессов с природного газа на твёрдое топливо (в первую очередь, каменный уголь).
Начавшийся в 2008 году экономический кризис осложнил положение комбината, в 2009 году чистая прибыль сократилась в 2,27 раз.
В 2010 году завод произвёл 850 тыс. тонн цемента.
Весной 2012 года владельцы комбината инвестировали 2,2 млн. евро в создание линии по упаковке фасованного цемента на деревянные поддоны, но в результате неблагоприятной конъюнктуры положение предприятия осложнилось. В результате, в 2012 году комбинат увеличил чистый убыток до 74 355 млн. гривен (в 6,8 раз в сравнении с 2011 годом), количество работников предприятия было сокращено с 542 до 536 человек.
В 2013 году на предприятии действовали четыре печи, производственные мощности которых обеспечивали возможность производства 1,4 млн. тонн цемента в год.
В сентябре 2013 года владельцем предприятия стала ирландская компания CRH.
В 2016 году завод реализовал свыше 770 тыс. тонн цемента.

## Внешние ссылки
- http://www.crhukraine.com Архивная копия от 30 ноября 2021 на Wayback Machine